# Ahmad (rapper)
Ahmad, pseudonimo di Ahmad Ali Lewis (Los Angeles, 12 ottobre 1976), è un rapper statunitense, conosciuto soprattutto per il suo brano del 1994, Back in the Day (prodotta da Redfoo) di sapore nostalgico riferito alla pioniera cultura hip hop.

## Discografia

### Come solista

#### Album in studio
- 1994: Trave (Giant / Reprise Records)

#### Singoli
- 1994 - Back in the Day

### Con 4th Avenue Jones

#### Album in studio
- 2000 - No Plan B
- 2002 - No Plan B pt. 2
- 2002 - Gumbo
- 2003 - Hiprocksoul
- 2004 - Respect
- 2005 - Stereo: The Evolution of Hiprocksoul

#### Singoli
- 2005 - Stereo
- 2002 - Move On
- 2000 - Respect

## Videografia

### Come solista
- 1994 - Back in the Day
- 1996 - Come Widdit'

### Con 4th Avenue Jones
- 2002 - Move On
- 2005 - Stereo